# Weidenbachtal mit Nebenbächen bis zum Rurseeufer
Das Naturschutzgebiet Weidenbachtal mit Nebenbächen bis zum Rurseeufer liegt im Gemeindegebiet Simmerath, zwischen Kesternich, Strauch und Rurberg, westlich der Rurtalsperre.

## Beschreibung
Das Talsystem Weidenbach und Haselbach besteht im Mittellauf aus einem überwiegend bewaldeten Kerbtal mit brachliegenden Grünlandauen. Die 0,5 bis ca. zwei Meter breiten Bäche meandrieren naturnah durch Erlenwaldreste. Am Talhang zwischen den Bächen sind mit Eichenwald bestockte Schieferfelsgrate. Der Weidenbachmittellauf ist ein bis drei, manchmal 5 Meter breit und sucht sich sein Bett durch moosbewachsenes grobgeröll und anstehende Felsen, mit vielen Schotterbänken, kleinen Kaskaden und Kolken, durchgängig gesäumt mit alten, vielstämmigen Erlen, schmalen Eschen-, Erlen- oder Eichen-Hainbuchen-Auwaldresten. Im Talgrund sind Milzkrautquellflure, Pestwurz-, Mädesüß- und Rohrglangrasbestände. Die Bäume sind mit Flechten, die Felsen mit Moosen, Flechten, Besenheide und Farnen überzogen.

## Schutzzweck
Geschützt werden sollen die Lebensräume für viele nach der Roten Liste der gefährdete Pflanzen, Pilze und Tiere in NRW. Diese geschützten Biotoptypen sind in diesem Gebiet anzutreffen: Quellen, Nass- und Feuchtgrünland, naturnahe unverbaute Bachabschnitte, an der Oberfläche anstehende Felsen und Auwälder.